# Timo Beck

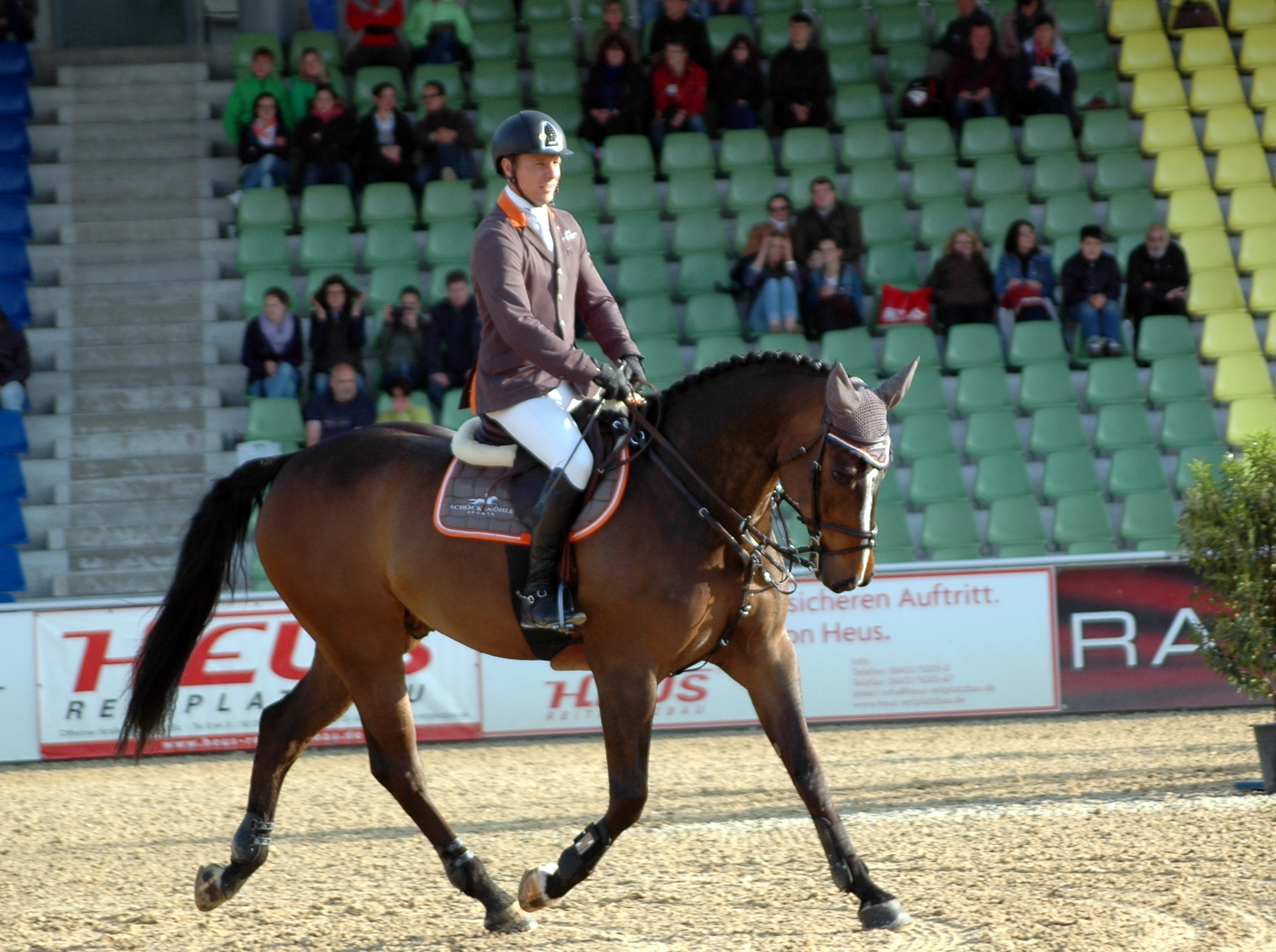
Timo Beck mit Askaban beim Maimarkt-Turnier Mannheim 2014

Timo Beck (* 15. August 1977 in Hechingen, Baden-Württemberg) ist ein deutscher Springreiter aus Bodersweier. Beck ritt bisher in drei Nationenpreisen für Deutschland.

## Werdegang
Becks Leidenschaft galt als Kind dem Fußball. Nachdem er anfangs in der örtlichen Reitschule ritt, wechselte er zu Joachim Jung, dem Vater von Michael Jung. Nach der Mittleren Reife beschloss er, den Sport beruflich auszuüben. Im Oktober 1994 machte er ein einjähriges Praktikum im Stall von Kurt Maier, bei dem er anschließend eine Ausbildung zum Bereiter absolvierte. Im Anschluss daran ging er ein Jahr zur Bundeswehr, trainierte in dieser Zeit bei Landestrainer Karl-Heinz Streng. Anschließend lernte er bei Willi Melliger und Marcus Ehning. Zurück in Baden-Württemberg machte er sich im Stall von Kurt Maier selbstständig.
2000 gewann er sein erstes S-Springen und machte nur drei Monate darauf die zehn voll. Bei den Stuttgart German Masters wurde ihm daraufhin das Goldene Reitabzeichen verliehen. Bei diesem Turnier gewann er mit Kevin das Finale des LBBW-Hallenchampionats. Diesen Sieg wiederholte das Paar im Jahr 2002. Mit Isabell gewann er die Prüfung in den Jahren 2008 und 2009, 2010 gewann er sie auf Millenium de Roy. Damit ist er der Reiter, der diese Prüfung am häufigsten gewann.
2003 bestand er die Prüfung zum Pferdewirtschaftsmeister mit der Stensbeck-Auszeichnung. 2007 belegte er beim Großen Preis von Mannheim Platz 3. Im selben Jahr ritt er beim CSIO in Poznań seinen ersten Nationenpreis. 2008 war er Sieger im Finale der Mittleren Tour, sowie Vierter im Großen Preis beim CSIO in Lipica. 2009 belegte er Rang 10 beim CSIO in Bratislava.
2010 wurde er auf Fidji Island baden-württembergischer Meister und belegte beim Großen Preis von Mannheim Platz fünf. 2011 wurde er Zweiter beim deutschen Mannschaftschampionat in Braunschweig, Dritter beim Championat von Mannheim, Dritter beim Preis der Stadt Mannheim, sowie Vierter beim Berrang Preis Mannheim. Bei den Baden Classics in Offenburg belegte er Rang sieben im Großen Preis und war erfolgreichster Reiter des Turniers.

## Erfolge
- fünffacher LBBW-Hallenchampion (2000, 2002, 2008, 2009, 2010)
- Baden-Württembergischer Meister (2010)
- erfolgreichster Reiter bei den Baden Classics in Offenburg (2011)

## Auszeichnungen
- Goldenes Reitabzeichen (2000; Stuttgart German Masters)

## Pferde (Auszug)
Aktuell:
- Askaban 7 (* 2000), brauner Holsteiner-Wallach, Vater: Acorado I, Muttervater: Capitol I, Besitzer: Gerhard Fuchs, Züchter: Holger Fleddermann
- Millenium de Roy (* 2000), dunkelbrauner Selle Français-Hengst, Vater: Quidam de Revel, Muttervater: Grand Veneur, Besitzer: Andreas Brünz
- Le Conte (* 2001), Holsteiner, Vater: Lancer II, Muttervater: Martel XX, Besitzer: Reitstall Betz
- Cayenne 122 (* 2002), Holsteiner-Schimmel-Wallach, Vater: Cassini I, Muttervater: Linaro, Besitzer: Willi Betz

Ehemalig:
- Isabell 141 (* 1994), braune Holsteiner-Stute, Vater: Quidam de Revel, Muttervater: Landgraf I, 2010 bei den Stuttgart German Masters aus dem Sport verabschiedet.
- Fidji Island (* 2001), Hannoveraner Fuchsstute, Vater: For Feeling, Muttervater: Wanderer, Besitzer: Günther & Dana Rösch, wird seit Herbst 2011 von Katharina Offel geritten.[4]